# Боско Фуори (Бергамо)
Боско Фуори је насеље у Италији у округу Бергамо, региону Ломбардија.
Према процени из 2011. у насељу је живело 13 становника. Насеље се налази на надморској висини од 726 м.